# Idiocera (Idiocera) octavia
Idiocera (Idiocera) octavia is een tweevleugelige uit de familie steltmuggen (Limoniidae). De soort komt voor in het Palearctisch gebied.